# 长裂藤黄
长裂藤黄（学名：Garcinia lancilimba）是金丝桃科藤黄属的植物，为中国的特有植物。分布于中国大陆的云南等地，生长于海拔600米至1,750米的地区，多生长于低丘、荫坡或潮湿的沟谷密林下，目前尚未由人工引种栽培。

## 外部連結
- 7,9,12-三羥基-2,2-二甲基-2H,6H-吡喃(3,2-b)-6-占噸酮 7,9,12-Trihydroxy-2,2-dimethyl-2H,6H-pyrano(3,2-b)xanthen-6-one 中草藥化學圖像數據庫 (香港浸會大學中醫藥學院) （中文）（英文）
- Alloathyriol Alloathyriol （页面存档备份，存于） 中草藥化學圖像數據庫 (香港浸會大學中醫藥學院) （中文）（英文）
- 異巴西紅厚殼素 Isojacareubin （页面存档备份，存于） 中草藥化學圖像數據庫 (香港浸會大學中醫藥學院) （中文）（英文）
- 鐵力木咕噸酮B Mesuaxanthone B （页面存档备份，存于） 中草藥化學圖像數據庫 (香港浸會大學中醫藥學院) （中文）（英文）
- 黃牛木酮E Cudratricusxanthone E （页面存档备份，存于） 中草藥化學圖像數據庫 (香港浸會大學中醫藥學院) （中文）（英文）